# Mosques grosses
Les mosques grosses (Himantoglossum robertianum) és una orquídia terrestre europea. En un primer moment va ser descrita sota el nom d’Orchis robertiana per Loiseleur, que la batejà així en honor del botànic francès Gaspard Nicolas Robert (1776-1857). A continuació va passar-se a anomenar-se Barlia robertiana (nom assignat per Greuter), i el 1999, Pierre Delforge va classificar-la en el gènere Himantoglossum.

## Morfologia

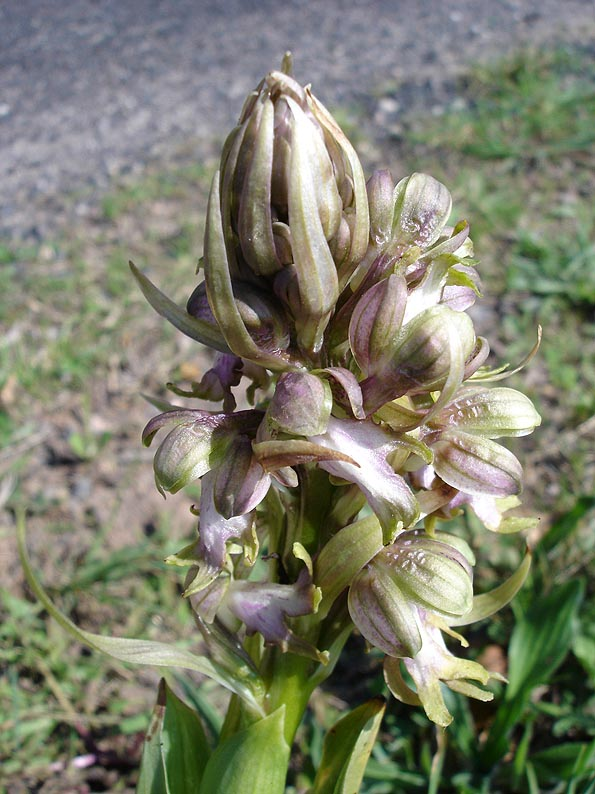
Extrem de la inflorescència

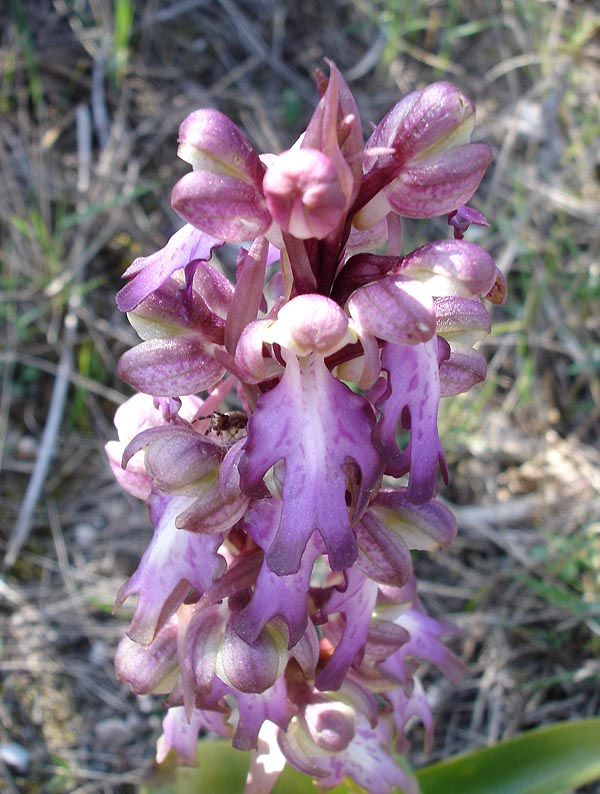
Inflorescència en espiga

És una planta robusta, amb dos (de vegades tres) bulbs més o menys ovoides, la tija del tronc és gruixuda i estriada longitudinalment. La seva altura pot variar de 15 a 80 cm, però la major part del temps no ultrapassa els 50 cm.
Les fulles basals en roseta (de 5 a 10 fulles) són verd clares, àmplies, carnoses, brillants, amb nervadures paral·leles, caulinars i abracen el tronc.
La inflorescència és una espiga, a sota més aviat piramidal i progressivament més aviat cilíndrica. Conté nombroses bràctees crenades i lineals i que poden assolir 3 cm i les flors, esperonades, estan orientades cap a baix.
Els tèpals són estriats, envoltant el label, amb colors variables del verd al porpra, els tres externs ovoides i connivents, els dos interns lineals. El label, de rosa a porpra, s'allarga, de gran mida (sovint 2 cm), a lòbul central amb dos lòbuls laterals lineals similars a braços i corbats cap a l'interior. Floreix de febrer a abril.
La pol·linització és entomogàmica sent els seus pol·linitzadors coneguts les abelles i els borinots.
Els fruits són en càpsula. La disseminació de les diminutes llavors és anemocora (pel vent).

## Hàbitat i distribució
Les mosques grosses creixen en sòls calcaris: garrigues, herbassars, brollars, clarianes de boscos, talussos, i a les vores dels camins. La planta és vivaç i es troba per tota la mediterrània incloent els Països Catalans.